# داروینیسم

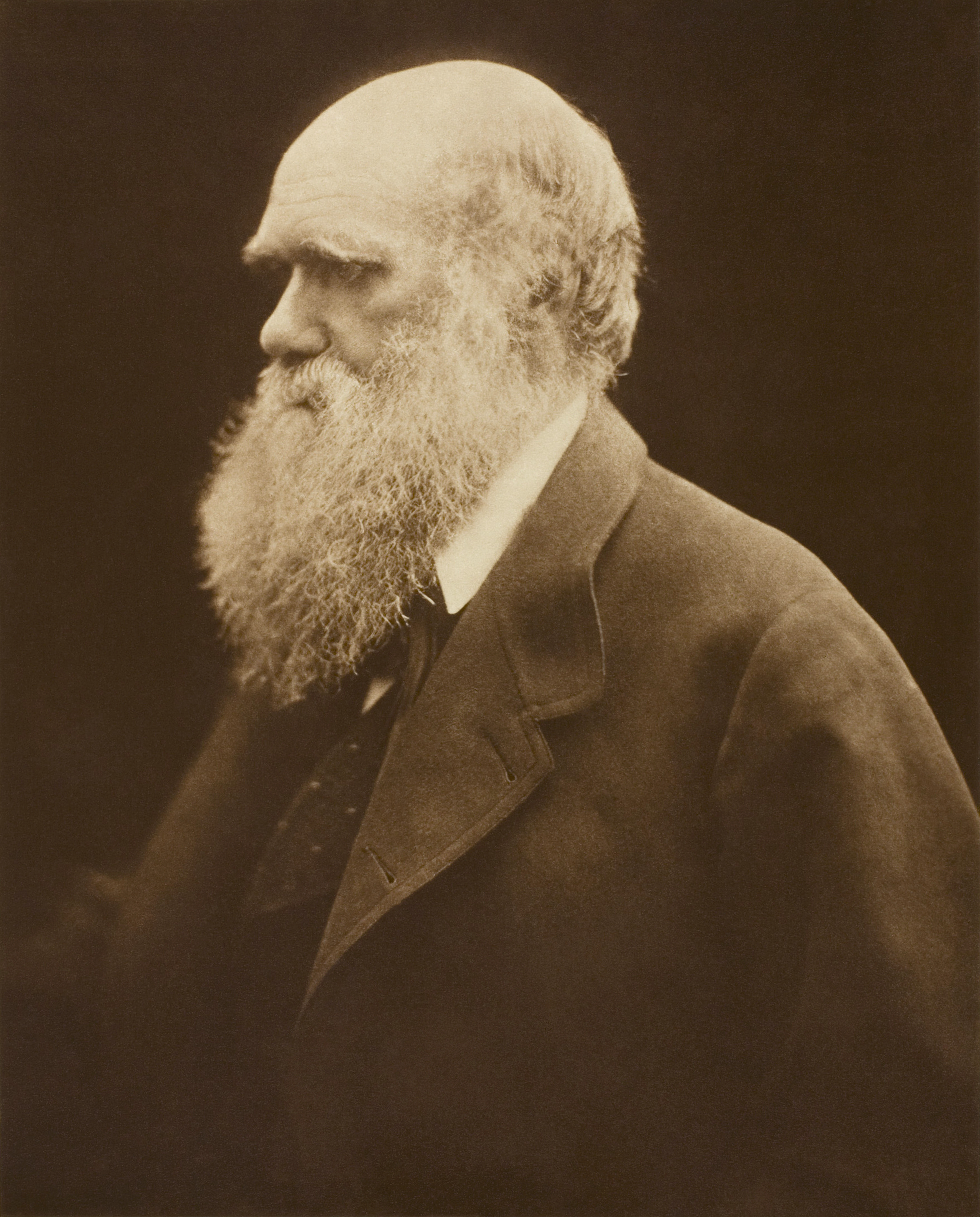
چارلز داروین در ۱۸۶۸

داروینیسم یا داروین‌گرایی مجموعه‌ای از جنبش‌ها و مفاهیم مربوط به ایده‌های تغییر شکل گونه‌ها یا تکامل است که برخی از ایده‌ها با ارتباط به کار چارلز داروین است. مفهوم داروینیسم در طول زمان تغییر پیدا کرده است و بسته به اینکه چه کسی و در چه زمانی از این اصطلاح استفاده می‌کرده است، معانی مختلفی داشته است. در ایالات متحده داروینیسم اغلب توسط آفرینش‌گرایان به عنوان یک اصطلاح تحقیرآمیز در اشاره به باورهایی مثل طبیعتگرایی ماوراءطبیعی مورد استفاده قرار می‌گرفت، اما در بریتانیا این اصطلاح مفهوم منفی نداشت و به صورت آزادانه به عنوان یک بخش جزئی در برخورد با تکامل و به‌طور ویژه در تکامل توسط انتخاب طبیعی استفاده می‌شد.

## مفهوم داروینیسم

پس از ورود و گسترش داروینیسم در سال ۱۸۷۹ میلادی، کاریکاتور چارلز داروین با بدن یک میمون یا کپی، به عنوان نماد تکامل درآمد.

در حالی که اصطلاح داروینیسم پیشتر در سدۀ ۱۸ برای اشاره به کار اراسموس داروین استفاده شده بود، اما این اصطلاح در درک امروزی وقتی به وجود آمد که توماس هنری هاکسلی کتاب خاستگاه گونه‌ها ۱۸۵۹ چارلز داروین را در آوریل سال ۱۸۶۰ در موضوع بررسی وست‌مینستر معرفی کرد.

## کاربرد در سدۀ ۱۹
داروینیسم خیلی زود مورد طرفداری طیف کامل از فیلسوفان تکاملی (و اغلب انقلابی) که در زمینه زیست‌شناسی و جامعه بودند، قرار گرفت. یکی از رویکردهای بسیار برجسته، خلاصه اصطلاح بقای انسب در سال ۱۸۶۴ توسط هربرت اسپنسر بود، بعدها درک داروینیسم حتی در درک تکامل خود اسپنسر (همان‌طور که در سال ۱۸۵۷ بیان شده) بیشتر شباهت به ژان باپتیست لامارک داشت تا داروین، و پیش از انتشار نظریه تکامل در سال ۱۸۵۹ بود.

## کاربردهای دیگر
اصطلاح داروینیسم اغلب در ایالات متحده توسط ترویج‌دهندگان خلقتگرایی، به ویژه توسط اعضای برجسته جنبش طرح هوشمندانه، به عنوان لقبی برای حمله به تکامل استفاده می‌شد، هر چند آن را به عنوان یک روش فکری (گرایش) طبیعتگرایی فلسفی، یا بی‌خدایی پذیرفته‌بودند. به عنوان مثال، فیلیپ ای جانسون این اتهام بی‌خدایی را با اشاره به کتابی از چارلز هاج که داروینیسم چیست؟ نام داشت، مطرح می‌سازد.